# London ExCeL International Exhibition Centre

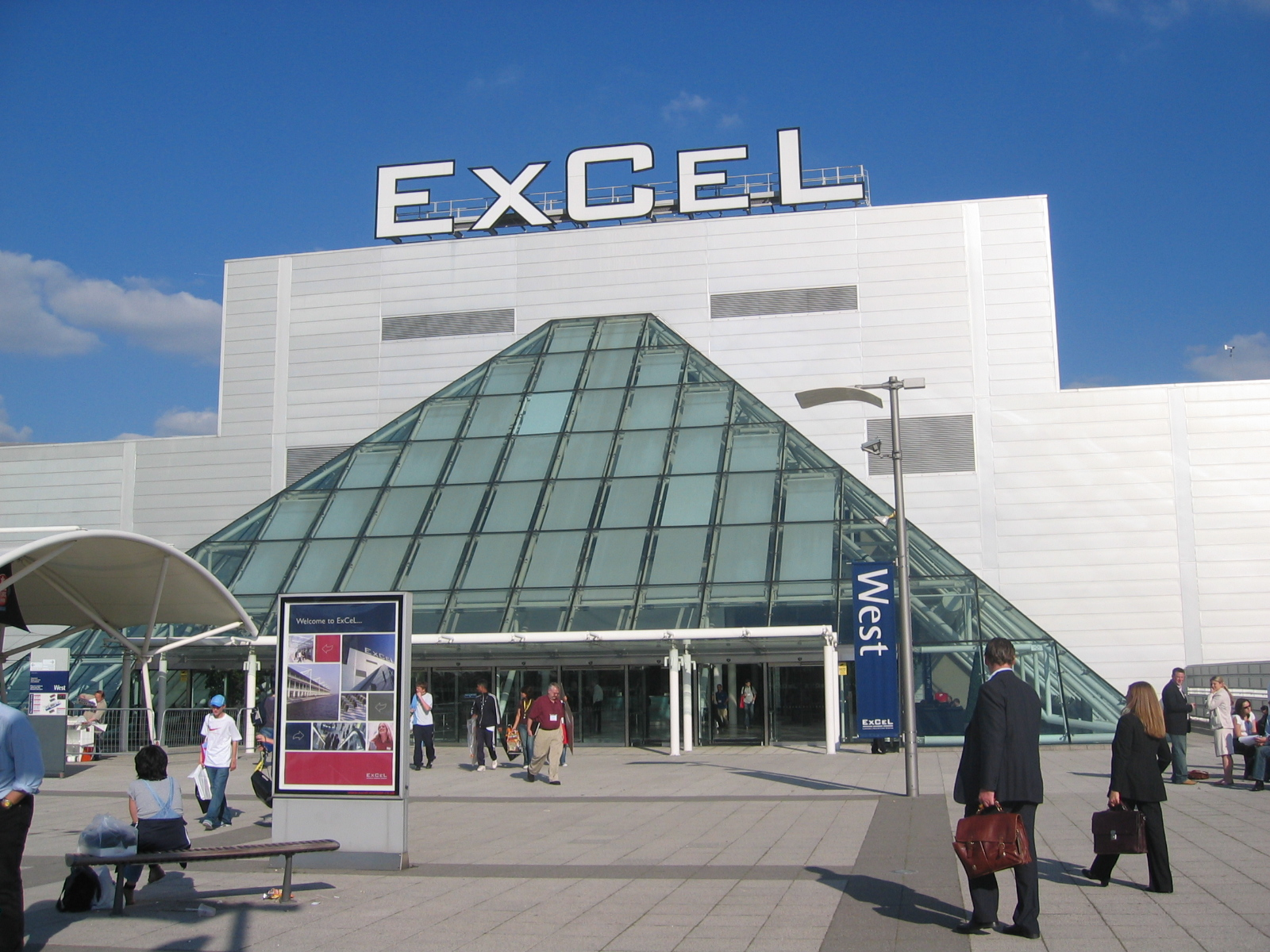
De hoofdingang van het ExCeL Centre is een glazen halve piramide

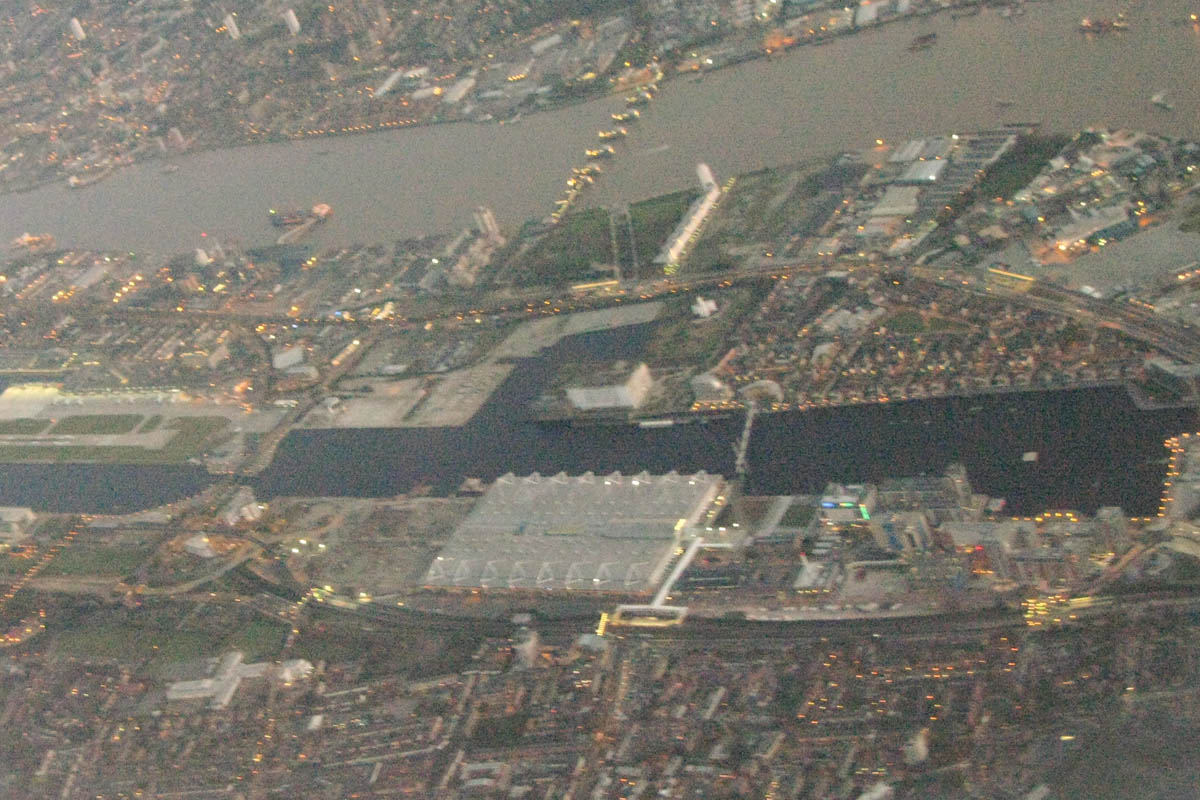
Royal Victoria Dock met het ExCeL Centre in 2008. In 2009 is aan de oostkant (hier links) nog een deel bijgebouwd

Het London ExCeL International Exhibition Centre, kortweg London ExCeL of ExCeL Centre, is een expositie- en evenementenhallencomplex in Londen, gelegen aan het Royal Victoria Dock tussen Canary Wharf en vliegveld London City Airport. De naam ExCeL is een afkorting van Exhibition Centre London.
Het centrum bestaat uit 12 evenementenhallen die door het verwijderen van tussenwanden zijn om te bouwen tot de twee grootste pilaarvrije expositieruimtes van het Verenigd Koninkrijk. Tussen de hallen in loopt een gang met diverse kiosken en winkeltjes. Naast de evenementenhallen zijn er 45 kleine vergaderruimtes te vinden. In het centrum worden exposities, conferenties en concerten gehouden.
Het ExCeL Centre is goed bereikbaar met de Docklands Light Railway. Bij het gebouw ligt het station Custom House for ExCeL. Vanaf 2018 zal ook Crossrail dit station aandoen, waardoor een snelle verbinding met het centrum van Londen en de luchthaven Heathrow ontstaat. Naar verwachting zal het gebied rondom ExCeL zich daardoor in versneld tempo ontwikkelen. Rondom het ExCeL Centre liggen een aantal hotels, restaurants en pubs. Ook staat er een groot beeld van dokwerkers, de arbeiders die voorheen in het gebied de Docklands werkten.

## Evenementen in het ExCeL Centre
Op 2 april 2009 werd door G20 de London summit in het ExCeL Centre gehouden. London ExCeL was een van de locaties voor de Olympische Spelen van 2012. Tijdens de Olympische Spelen werd het tijdelijk omgedoopt tot ExCeL Arena. Andere, regelmatig terugkerende evenementen:
- De British International Motor Show wordt er elke twee jaar gehouden.
- De London Boat Show wordt jaarlijks in het ExCeL Centre gehouden.
- De ePrix van Londen, een race in het Formule E-kampioenschap, wordt gehouden op het ExCeL London Circuit dat zowel binnen als buiten het gebouw ligt.